# MHC HOCO
Mixed Hockey Club HOCO is een Nederlandse hockeyclub uit Oisterwijk.

## Geschiedenis
De Oisterwijkse Mixed Hockeyclub HOCO werd op 18 oktober 1936 opgericht. Vlak na de oorlog promoveerden het eerste heren en damesteam naar de Tweede klasse van Zuid-Nederland. Op dat moment had de club nog niet de beschikking over een kantine met een kleed en douchegelegenheid. Daar kwam pas verandering in toen de club verhuisde naar de De Molshoop in 1965. Hier kreeg de club de beschikking over twee velden en een clubhuis met kleedkamers. In 1969 promoveerden de heren naar de Eerste klasse Zuid. Destijds trokken de wedstrijden met streekgenoten MEP en Tilburg veel publiek. In 1984 verhuisde de club naar het huidige complex aan de Sportlaan en kreeg de beschikking over een kunstgrasveld en drie grasvelden. In oktober 2011 vierde de club haar 75-jarig bestaan.
In het seizoen 2011/12 komen het eerste heren- en damesteam beide uit in de Tweede klasse van de KNHB.